# 扬尼斯·斯图纳拉斯

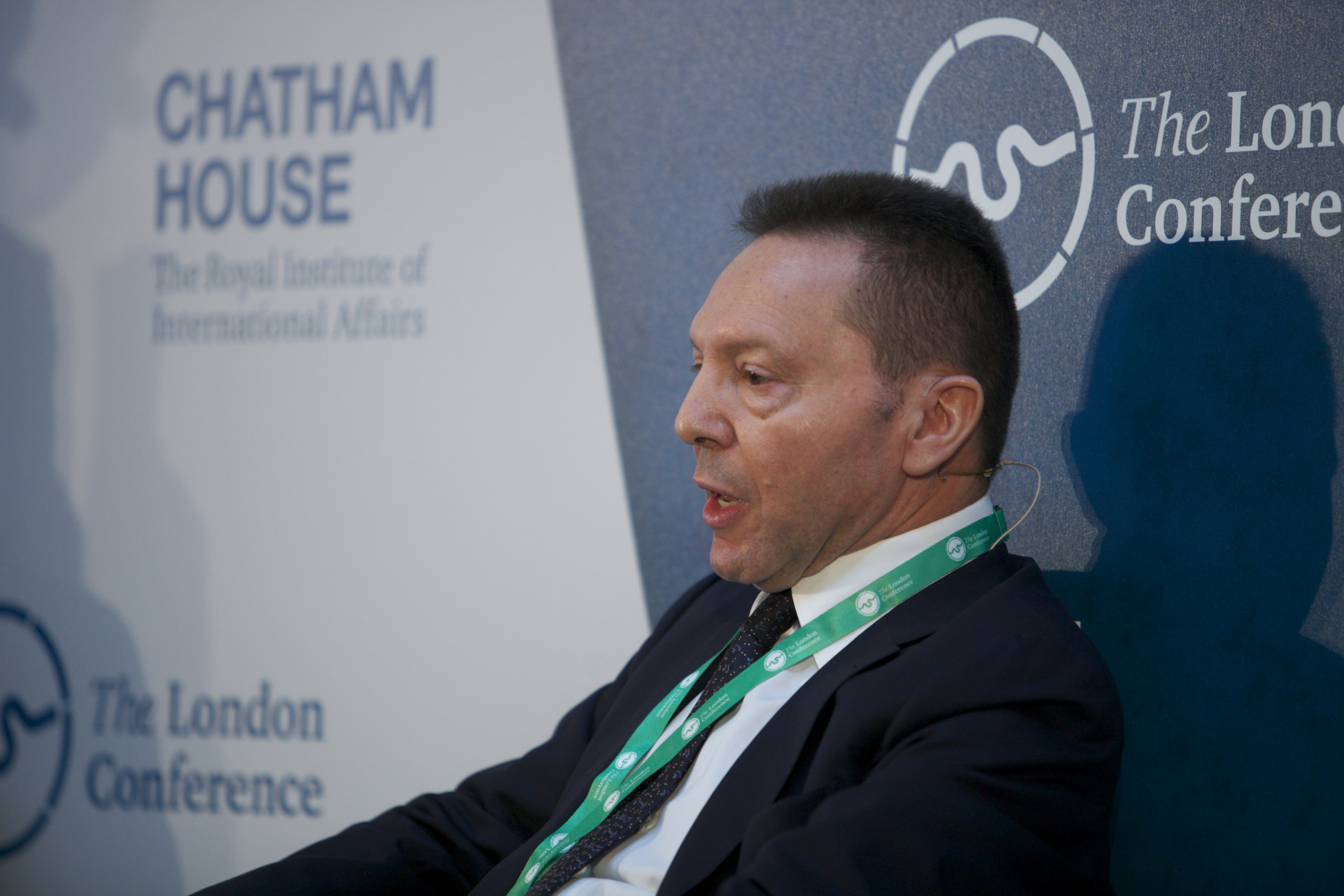
揚尼斯·斯圖納拉斯

扬尼斯·斯图纳拉斯（希臘語：Γιάννης Στουρνάρας，1956年12月10日—），希腊经济学家，政治人物，生于雅典。2012年6月26日到2014年6月10日间担任希腊财政部部长。亚尼斯·斯图纳拉斯毕业于雅典大学财经学院，之后在牛津大学获得经济理论与政策硕士和博士学位。1989年起在雅典大学教授宏观经济学、经济政策课程。他曾参与希腊加入欧洲货币联盟的谈判。